# 河北省人民代表大会
河北省人民代表大会（简称河北省人大）是中华人民共和国河北省地方国家权力机关，也是河北省最高立法机关。其常设机关常务委员会在河北省人民代表大会闭会期间代为行使其大部分职权。

## 历史沿革
1949年至1954年间，由于建国初实行普选的条件还不具备，河北省未设置地方国家权力机关。1950年11月成立的河北省各界人民代表会议于1951年代行地方国家权力机关部分职权，选举产生省人民政府委员会。
1954年初，河北省完成了中华人民共和国建国后的第一次普选。1954年8月1日至8日，河北省第一届人民代表大会第一次会议在保定召开，标志着河北省地方国家权力机关的正式成立。当时，人民代表大会未设置常设机关，在休会期间，由人民委员会行使这些职权。
1966年至1977年的文化大革命时期，河北省人民代表大会停止运作，其职权被河北省革命委员会取代。1977年11月25日至12月3日，河北省第五届人民代表大会第一次会议在石家庄召开，正式恢复人民代表大会活动。1980年2月1日至6日，河北省第五届人民代表大会第二次会议召开，会议设置常务委员会，作为闭会期间的常设机关。
2005年6月28日，河北省人大系统信息发布平台“民主法制网”正式开通。

## 主要职权
- 地方立法权
- 监督权
- 选举任免权
- 重大事项决定权

## 组织机构
河北省人民代表大会的组织系统由主席团、各专门委员会和常务委员会组成。主席团执行主席主持省人大会议和主席团会议。

### 主席团
河北省人大会议每次举行时，选举主席若干人组成主席团，主持会议工作。主席团成员互推若干人为常务主席，主持会议日常事务。省人民代表大会设秘书长一人，副秘书长若干人。秘书长由主席团提名，大会通过。副秘书长由主席团决定。秘书长领导秘书处工作，负责会议事务。
根据《中华人民共和国地方各级人民代表大会和地方各级人民政府组织法》第十三条，河北省人民代表大会每次会议举行预备会议，选举本次会议的主席团和秘书长，通过本次会议的议程和其他准备事项的决定。根据第十五条的规定，主席团在河北省人民代表大会闭会期间，每年选择若干社会普遍关注的问题，安排代表听取和讨论河北省人民政府的专项工作报告，对法律、法规实施情况进行检查，开展视察、调研等活动；听取和反映代表和群众对政府工作的建议、批评和意见。

### 专门委员会
专门委员会受河北省人民代表大会领导；在大会闭会期间，受河北省人民代表大会常务委员会领导。各专门委员会在省人民代表大会和省人大常委会领导下，研究、审议和拟定有关议案；对属于省人民代表大会和省人大常委会职权范围内同本委员会有关的问题，进行调查研究，提出建议。
河北省第十三届人民代表大会设有以下专门委员会：
| 河北省第十三届人民代表大会专门委员会 | 河北省第十三届人民代表大会专门委员会 | 河北省第十三届人民代表大会专门委员会 |
| 专门委员会名称                       | 主任委员                             | 人数                                 |
| ------------------------------------ | ------------------------------------ | ------------------------------------ |
| 法制委员会                           | 王会勇                               | 11人                                 |
| 监察和司法委员会                     | 王昌 → 王大为                        | 9人                                  |
| 财政经济委员会                       | 王晓东                               | 11人                                 |
| 农业和农村委员会                     | 梁久丰                               | 9人                                  |
| 城乡建设和环境资源委员会             | 杨智明                               | 9人                                  |
| 教育科学文化卫生委员会               | 杨金深                               | 9人                                  |
| 民族侨务外事委员会                   | 王振平                               | 9人                                  |
| 社会建设委员会                       | 李景辉                               | 8人                                  |

### 常务委员会
河北省人民代表大会常务委员会是河北省人民代表大会的常设机关，对河北省人民代表大会负责并报告工作，每两个月至少召开一次会议。

### 代表团
河北省人民代表大会代表按照选举单位组成代表团。各代表团分别推选代表团团长、副团长。河北省下辖各地级市都设立有代表团，另有解放军、武警驻冀部队代表团。
河北省第十三届人民代表大会共有14个代表团，共计753人（2018年1月）：
- 石家庄代表团（95人）
- 承德代表团（40人）
- 张家口代表团（47人）
- 秦皇岛代表团（35人）
- 唐山代表团（76人）
- 廊坊代表团（43人）
- 保定代表团（90人）
- 沧州代表团（67人）
- 衡水代表团（46人）
- 邢台代表团（67人）
- 邯郸代表团（80人）
- 定州代表团（14人）
- 辛集代表团（13人）
- 解放军代表团（40人）

## 会议
根据《中华人民共和国地方各级人民代表大会和地方各级人民政府组织法》第十一条，河北省人民代表大会会议每年至少举行一次。经过五分之一以上代表提议，可以临时召集本级人民代表大会会议。省人民代表大会会议必须在有三分之二以上的代表出席时，方能举行。
在省人大常委会成立前，省人大会议由省人民委员会或省革命委员会召集。1981年起，由省人大常委会召集。
会议议程主要包括：听取和审查河北省人民政府、河北省人大常委会、河北省高级人民法院、河北省人民检察院工作报告；审查和批准河北省年度发展计划；审查和批准河北省去年预算执行情况和该年度预算草案；审议各项决议草案；选举等。
会议日程主要包括：代表团全体会议、大会预备会议、若干次全体会议（通常为四次）、小组会议、闭幕会（宪法宣誓仪式）等。
预备会议的主要任务为选举主席团，决定秘书长等成员名单及议程。时间一般为半天。